# Diosaccinae
Diosaccinae zijn een onderfamilie van eenoogkreeftjes uit de familie van de Miraciidae. De wetenschappelijke naam van de onderfamilie werd voor het eerst geldig gepubliceerd in 1906 door Sars.

## Geslachten
- Actopsyllus Wells, 1967
- Amonardia Lang, 1944
- Amphiascoides Nicholls, 1941
- Amphiascus Sars G.O., 1905
- Antiboreodiosaccus Lang, 1944
- Balucopsylla Rao, 1972
- Bulbamphiascus Lang, 1944
- Dactylopodamphiascopsis Lang, 1944
- Diosaccopsis Brian, 1925
- Diosaccus Boeck, 1873
- Eoschizopera Wells & Rao, 1976
- Goffinella Wilson C.B., 1932
- Haloschizopera Lang, 1944
- Helmutkunzia Wells & Rao, 1976
- Ialysus Brian, 1927
- Metamphiascopsis Lang, 1944
- Miscegenus Wells, Hicks & Coull, 1982
- Monardius Huys, 2009
- Neomiscegenus Karanovic & Ranga Reddy, 2004
- Paramphiascella Lang, 1944
- Paramphiascoides Wells, 1967
- Pararobertsonia Lang, 1944
- Parialysus Nicholls, 1941
- Pholenota Vervoort, 1964
- Protopsammotopa Geddes, 1968
- Psammotopa Pennak, 1942
- Pseudamphiascopsis Lang, 1944
- Pseudodiosaccopsis Lang, 1944
- Pseudodiosaccus Scott T., 1906
- Rhyncholagena Lang, 1944
- Robertgurneya Lang, 1948
- Robertsonia Brady, 1880
- Sarsamphiascus Huys, 2009
- Schizopera Sars G.O., 1905
- Schizoperoides Por, 1968
- Tydemanella Scott A., 1909
- Typhlamphiascus Lang, 1944

### Synoniemen
- Robertgurneya Lang, 1944 => Robertgurneya Lang, 1948
- Jalysus Sewell, 1940 => Ialysus Brian, 1927
- Paramphiascopsis Lang, 1944 => Amphiascus Sars G.O., 1905